# Paus Johannes Paulus II
Paus Johannes Paulus II, Latijn: Ioannes Paulus PP. II, geboren als Karol Józef Wojtyła (Wadowice, 18 mei 1920 – Vaticaanstad, 2 april 2005), was een Pools priester die aartsbisschop en kardinaal werd en uiteindelijk op 16 oktober 1978 werd verkozen tot 264e paus van de Rooms-Katholieke Kerk. Hij was de opvolger van de plotseling en na een bijzonder kort pontificaat (33 dagen) overleden Johannes Paulus I en bleef paus tot zijn dood. In zijn hoedanigheid van paus was hij tevens soeverein staatshoofd van Vaticaanstad, alsook bisschop van Rome.
Hij was de eerste Poolse paus en de eerste niet-Italiaan sinds de uit de Nederlanden afkomstige Adrianus VI (1522-1523). Op 1 mei 2011 werd hij door zijn opvolger, paus Benedictus XVI, zalig verklaard. Op 27 april 2014 werd hij door paus Franciscus heilig verklaard. De Kerk gedenkt hem op 22 oktober, de dag waarop hij in 1978 als paus werd geïntroniseerd.

## Jeugd en roeping

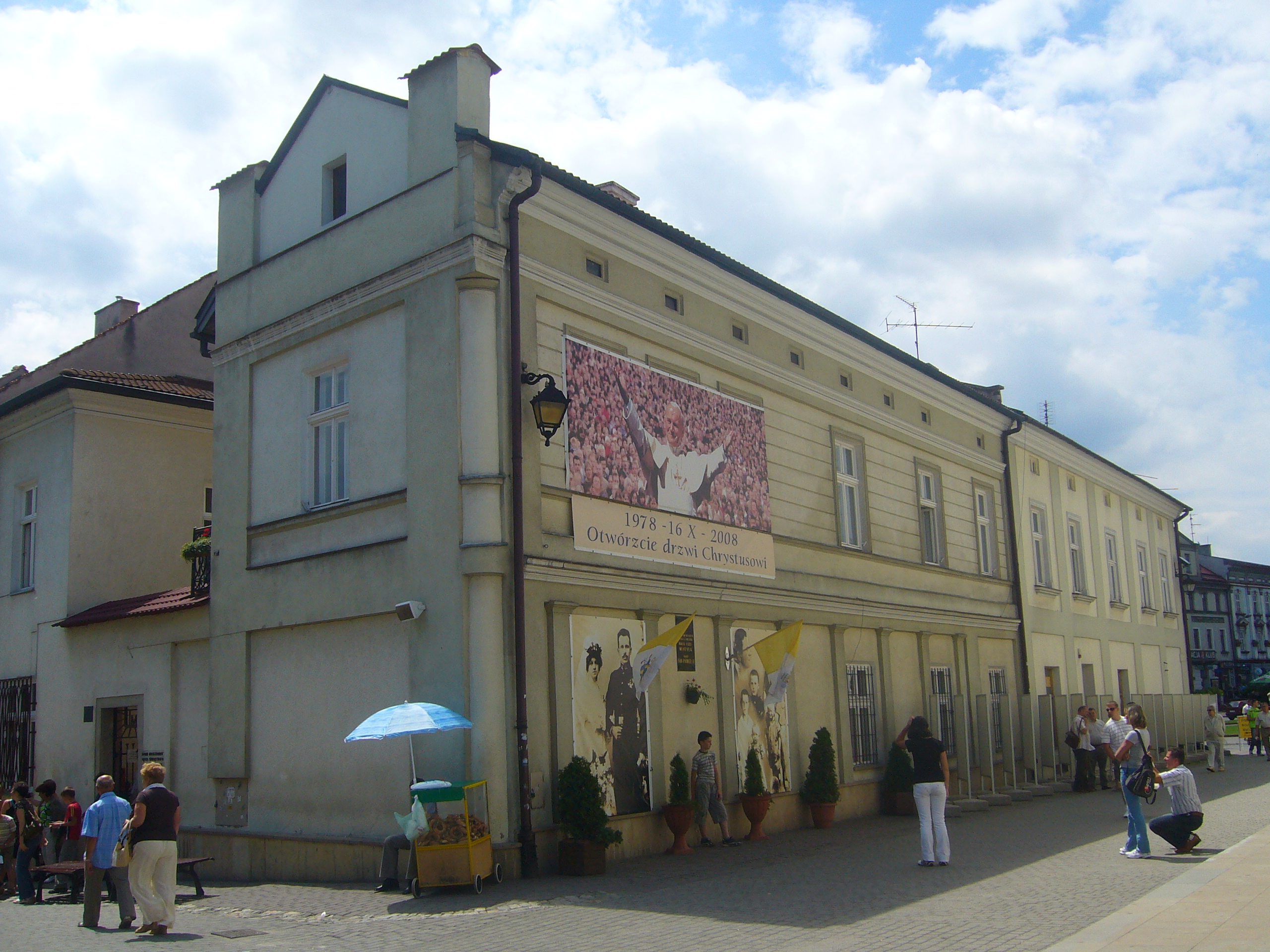
Het familiehuis van Karol Wojtyła uit zijn jeugd in Wadowice

Johannes Paulus II werd geboren als Karol Józef Wojtyła in Wadowice, nabij Krakau, in het zuiden van Polen als zoon van Karol Wojtyła (1879-1941) en Emilia Kaczorowska (1884-1929). Hij was de jongste van drie kinderen. Zijn enige zuster stierf voordat hij geboren werd. Zijn vader was een zoon van een meester-kleermaker en was eerst administratief officier voor het Oostenrijks-Hongaarse leger op een departement van het ministerie en werd later tot aan zijn pensioen in 1927 luitenant in het Poolse leger. Toen Karol bijna negen jaar oud was, overleed zijn moeder en in 1941 overleden zowel zijn vader als zijn oudere broer. In zijn jeugd in Wadowice had hij veel vriendschappelijk contact met de plaatselijke joodse gemeenschap. Als kind was hij sportief en hij beoefende diverse sporten tot in zijn volwassenheid. Zo voetbalde hij (zijn favoriete positie was die van doelman) en was hij een goed skiër en zwemmer.
Wojtyła doorliep het plaatselijk lyceum in Wadowice en begon een studie letterkunde aan de Jagiellonische Universiteit in Krakau. Na de Duitse inval in Polen in 1939 werd de universiteit door de nazi's gesloten. Om deportatie en gevangenschap te voorkomen, was hij verplicht een baan te nemen. Hij werkte in Zakrzowek te Krakau als steenhouwer in een groeve en vanaf de lente van 1942 tot in 1944 bij het chemische concern Solvay.
Op 1 november 1946 werd hij tot priester gewijd. Van de aartsbisschop van Krakau, kardinaal Sapieha, kreeg hij de opdracht om nog dezelfde maand in Rome theologie te gaan studeren. Hij studeerde er aan de Pauselijke Universiteit Sint Thomas van Aquino en overnachtte onder meer in het Belgisch Pauselijk College. In die Romeinse periode bezocht hij in 1947 Frankrijk en België en bracht hij acht dagen door in Nederland.
In juni 1948 behaalde hij in Rome zijn doctoraat in de filosofie met het proefschrift over de geloofsdoctrine van Johannes van het Kruis, geschreven onder supervisie van Réginald Garrigou-Lagrange. Op 16 december dat jaar kreeg hij een master in de theologie aan de Jagiellonische Universiteit in Krakau. Tevens behaalde hij die maand aan deze universiteit een doctoraat in de theologie. Hij volgde meerdere taalcursussen, waardoor hij behalve zijn moedertaal ook Slowaaks, Russisch, Italiaans, Frans, Spaans, Portugees, Duits, Engels, Latijn en Oud-Grieks sprak.

## Bisschop
Karol Wojtyła werd op 4 juli 1958 door paus Pius XII tot hulpbisschop van Krakau benoemd. Op 28 september 1958 werd hij tot bisschop gewijd door de apostolisch administrator van het aartsbisdom Krakau, aartsbisschop Eugeniusz Baziak van het aartsbisdom Lviv. Tot aan zijn benoeming tot aartsbisschop van Krakau was hij professor aan de Katholieke Universiteit van Lublin, die sinds 2005 zijn naam draagt. In de periode van 1962 tot 1965 nam hij deel aan het Tweede Vaticaans Concilie, dat door paus Johannes XXIII was bijeengeroepen.

## Aartsbisschop
Na het overlijden van aartsbisschop Eugeniusz Baziak werd Karol Wojtyła op 13 januari 1964 door paus Paulus VI tot aartsbisschop van Krakau benoemd. Op 26 juni 1967 werd hij tot kardinaal gecreëerd. Hij kreeg de diaconie San Cesareo in Palatio, pro hac vice, als titelkerk.

## Pontificaat

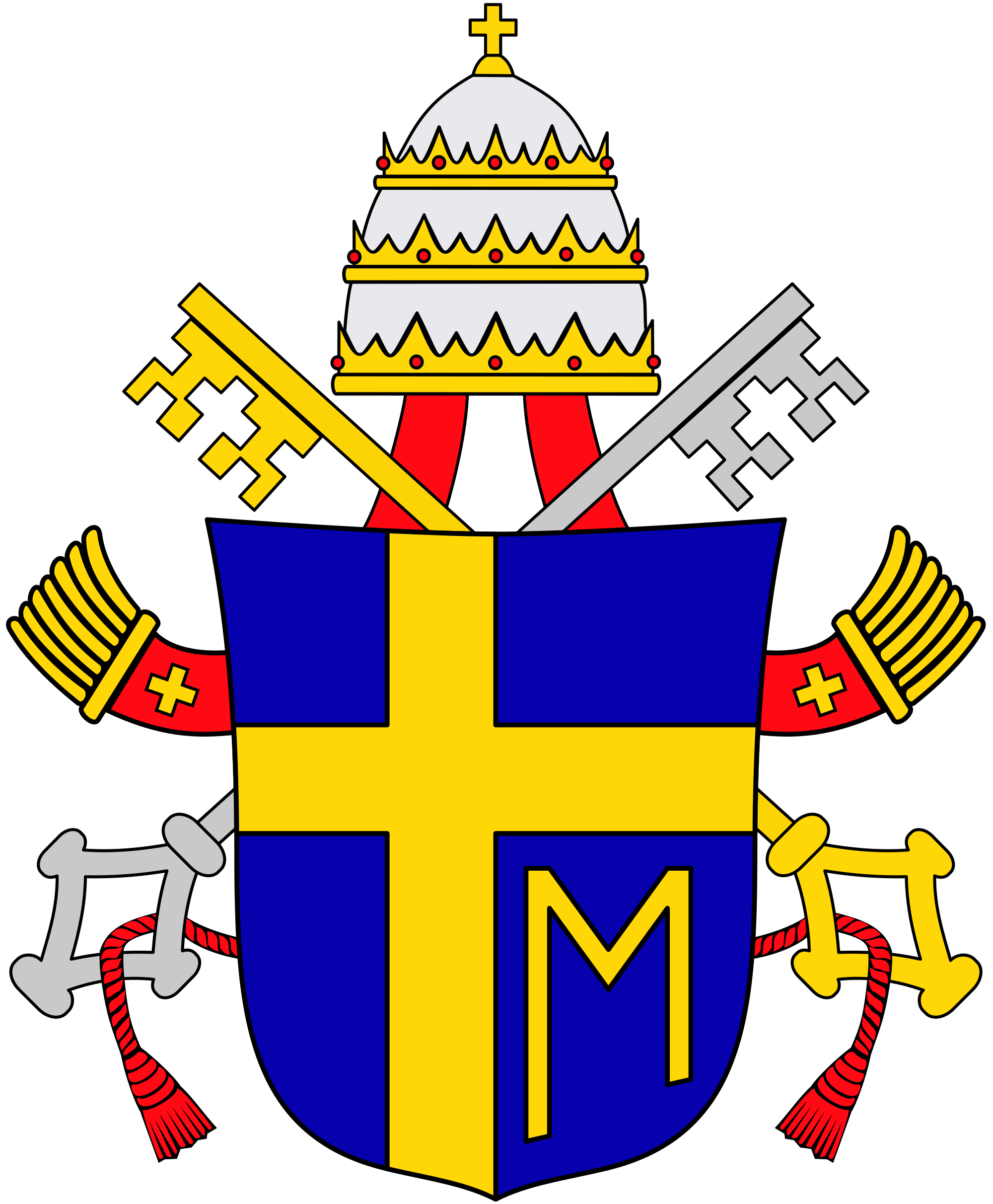
Wapen van paus Johannes Paulus II

### Verkiezing
Op 16 oktober 1978 werd Wojtyła gekozen tot paus. Onder de aanwezigen op het Sint-Pietersplein klonk enige verbazing bij het horen van de niet-Italiaanse naam. Onmiddellijk daarna verscheen de nieuwe paus op de loggia van de Sint-Pietersbasiliek om de zegen Urbi et Orbi te geven aan de verzamelde gelovigen op het plein. In afwijking van wat pausen voor hem hadden gedaan, begon hij met een korte toespraak:

Geloofd zij Jezus Christus. Dierbare broeders en zusters, wij zijn nog steeds aangedaan vanwege het overlijden van onze geliefde paus Johannes Paulus I. En nu hebben de heren kardinalen een nieuwe bisschop van Rome gekozen. Zij hebben hem geroepen uit een ver land. Ver weg, en toch dichtbij in de gemeenschap van het geloof en in de christelijke tradities. Ik was bang om deze verantwoordelijkheid te aanvaarden, maar ik heb dat toch gedaan, in een geest van gehoorzaamheid aan onze Heer Jezus Christus en in een onwankelbaar vertrouwen in Zijn Moeder, de Allerheiligste Madonna. Ik weet niet zeker of ik mij correct kan uitdrukken in uw, nee, in onze Italiaanse taal. Mocht ik fouten maken, dan wilt u mij wel verbeteren. En zo stel ik me aan u voor: om gezamenlijk ons geloof te belijden, onze hoop en ons vertrouwen in de Moeder van Jezus, de Moeder van de Kerk. En om een nieuw hoofdstuk te beginnen in de geschiedenis van de Kerk, met hulp van God en van de mensen.

Deze toespraak beviel sommige curiekardinalen niet. Op het balkon fluisterden zij een aantal keren basta, ten teken dat de paus beter zou overgaan tot het geven van de zegen.
Wojtyła was afkomstig uit een land dat behoorde tot het communistische Oostblok. De keuze had daarmee ook een politieke betekenis.
Als eerbetoon aan zijn voortijdig overleden voorganger, wiens pontificaat slechts een maand had geduurd, nam hij de naam Johannes Paulus II aan, ook uit respect voor de twee daaraan voorafgaande pausen, Johannes XXIII en Paulus VI. Zijn voorganger had reeds (wat heel ongebruikelijk is) het volgnummer I achter zijn naam gezet, waarmee hij kennelijk aangaf dat hij hoopte dat meer pausen die dubbele naam zouden kiezen. Johannes Paulus II begon ermee het ambt te vereenvoudigen door af te zien van de pluralis majestatis als aanspreek- en schrijftitel en verkoos een eenvoudige inauguratieceremonie zonder een formele pauselijke kroning. De pauselijke tiara zou hij nimmer dragen. Hij volgde hiermee het voorbeeld van zijn voorganger.

### Reacties
De verkiezing van Karol Wojtyła tot paus was een verrassing. Het leidde tot onrust bij Leonid Brezjnev, de leider van de Sovjet-Unie. Hij zag de paus als een gevaar voor de invloed van de Sovjet-Unie in Polen en het Oostblok in het algemeen. Dat de vrees terecht was, bleek een jaar later, toen Johannes Paulus II een bezoek bracht aan zijn geboorteland en een grote menigte op de been wist te krijgen. Johannes Paulus' invloed in Polen en in de wereld heeft op een indirecte manier de macht van de Sovjet-Unie beperkt. Hoewel de Sovjet-Unie en het Vaticaan nooit rechtstreeks de confrontatie zijn aangegaan, was er vanwege de pauselijke invloed wel spanning tussen beide.

### Bezoeken

De landen die paus Johannes Paulus II bezocht tijdens zijn pontificaat:
9 maal of vaker bezocht
8 maal bezocht
7 maal bezocht
5 maal bezocht
4 maal bezocht
3 maal bezocht
2 maal bezocht
1 maal bezocht
niet bezocht

Johannes Paulus II was de eerste paus die veelvuldig de wereld introk. In juni 1979 bracht hij zijn eerste van negen pastorale bezoeken aan zijn geboorteland Polen. Miljoenen landgenoten kwamen voor hem op de been. Tot zijn overlijden heeft de paus meer dan honderd pastorale bezoeken afgelegd, waarbij hij 129 landen bezocht. Legendarisch is dat hij altijd bij aankomst de grond kuste. Toen hij op hoge leeftijd niet meer kon bukken, werd voor hem aarde op een schaal gelegd en naar zijn mond gebracht, zodat hij staande alsnog een kus kon geven.
In mei 1985 bezocht hij Nederland, Luxemburg en België. Er was in Nederland relatief weinig belangstelling. Veel Nederlandse rooms-katholieken achtten hem te conservatief. In de stad Utrecht moest bij een betoging de Mobiele Eenheid ingrijpen.
In Luxemburg en België, waar hij zijn 65ste verjaardag vierde, kreeg hij een hartelijk onthaal en brachten zijn bezoeken veel volk op de been.

### Aanslagen
Op 13 mei 1981 schoot de 23-jarige Turk Mehmet Ali Ağca de paus met een pistool neer op het plein voor de Sint-Pietersbasiliek. Hij raakte hem vier keer. De dader werd meteen aangehouden. Johannes Paulus II verloor door de verwondingen driekwart van zijn bloed, maar overleefde de aanslag. Hij schonk de dader, die tot levenslang veroordeeld werd, vergiffenis en bezocht hem in de gevangenis. Op voorspraak van de paus werd Ağca door de Italiaanse president Carlo Azeglio Ciampi amnestie verleend en in juni 2000 uitgeleverd aan Turkije.
Op 2 maart 2006 maakte een Italiaanse parlementaire onderzoekscommissie bekend dat naar alle waarschijnlijkheid de Sovjet-Unie opdracht had gegeven voor de aanslag, als vergelding voor de voortdurende steun van de paus aan de Poolse vakbond Solidarność.
Op 12 mei 1982 werd in Fátima, Portugal, een tweede aanslag op Johannes Paulus II gepleegd. De 34-jarige uit Spanje afkomstige priester Juan María Fernández y Krohn probeerde hem met een bajonet neer te steken. Fernández y Krohn verklaarde tijdens zijn proces dat hij gelooft dat Johannes Paulus II een spion van de SB en de KGB is en de opdracht heeft het verzet van het Vaticaan tegen de Sovjet-Unie te stoppen.
Deze tweede aanslag werd vijfentwintig jaar voor de openbaarheid verborgen gehouden. Het Vaticaan had geopperd dat de paus door de Spaanse priester slechts bedreigd werd. Maar kardinaal Stanislaw Dziwisz onthulde in de documentaire 'Testimony' in 2008 dat Johannes Paulus II wel degelijk werd neergestoken, maar dat de paus de niet levensbedreigende wond geheim had gehouden.

### Initiatieven
De paus zag het belang in van het betrekken van de jeugd bij de Kerk. Daarom initieerde hij in 1984 de Wereldjongerendagen die om de paar jaar honderdduizenden jongeren vanuit heel de wereld samenbrengen om het geloof te vieren, te delen en uit te dragen. De slotmis van de Wereldjongerendagen in Manilla werd zelfs bezocht door zo'n 4 miljoen mensen.
Ook wilde hij duidelijk maken dat mensen die een verschil maken erkenning verdienen. Zo heeft hij in totaal 1338 zaligverklaringen uitgesproken. Hij verklaarde in totaal 482 mensen heilig. Dit waren er meer dan alle andere pausen voor hem ooit hebben gedaan. Het hoge aantal was mede het gevolg van zijn streven naar versimpeling en stroomlijning van de procedure, zodat alles sneller kon verlopen. Hij besloot de promotor fidei (de advocaat van de duivel), af te schaffen, zodat meer mensen de vaak lang gehoopte erkenning konden krijgen.

### Standpunten

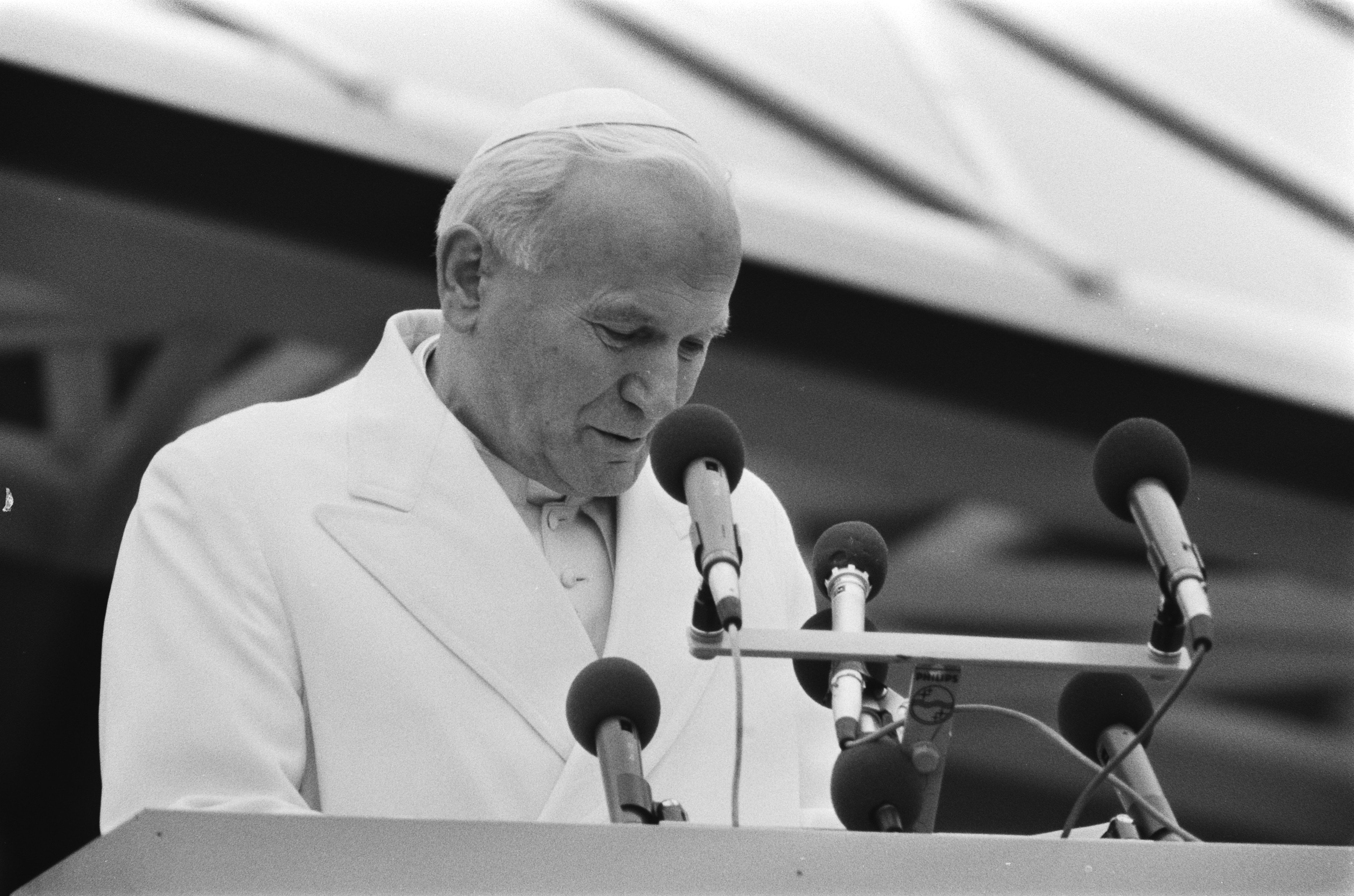
Paus Johannes Paulus II tijdens zijn bezoek aan Nederland in 1985

Johannes Paulus II sprak zich uit tegen het communisme, het materialisme, het ongebreideld kapitalisme en de politieke onderdrukking. Heel actief was hij in het bestrijden van het communisme in de jaren tachtig. Toen in het Oostblok de communistische macht was verdwenen, zette hij zich actief in voor de Europese eenwording. De val van het communisme was echter geen doel op zich voor de paus. Hij had gehoopt dat Polen na het verdwijnen ervan terug zou keren naar een maatschappij met conservatieve waarden. Dit gebeurde echter niet en Polen koos meer voor de westerse consumptiemaatschappij. Steeds meer verloor Johannes Paulus II de voeling met de ontwikkeling van de Kerk, meer bepaald in West-Europa. Het feit dat men in Europa steeds minder oor had naar zijn conservatieve agenda leidde tot ergernis bij de paus. Daarom had hij vaak kritiek op de westerse maatschappij en het kapitalisme. Ook in ethische kwesties voer hij een harde koers en verwierp hij, in lijn met de traditionele opvattingen van de Rooms-Katholieke Kerk, expliciet abortus, euthanasie, anticonceptie, homoseksualiteit, transseksualiteit en de doodstraf. Door dit conservatisme daalde zijn populariteit echter in West-Europa.
De paus was ook uitgesproken in zijn afkeer van oorlog voeren. Hij veroordeelde publiekelijk de Tweede Golfoorlog, nadat hij al de Eerste Golfoorlog fel had bekritiseerd.
In Europa en Azië was er kritiek op zijn standpunten over de menselijke voortplanting. Men verweet de paus dat hij het voorkomen van besmetting met hiv gehinderd zou hebben doordat hij het gebruik van condooms veroordeelde. De paus was er voorstander van aan de armen medicijnen beschikbaar te stellen, maar voorkoming van hiv-besmetting was volgens hem vooral te bereiken door een monogaam gezinsleven.
In 1994 wees paus Johannes Paulus II in zijn apostolische brief Ordinatio Sacerdotalis toelating van lekenpriesters, openstelling van het priesterambt voor vrouwen en opheffing van het celibaat af. In de apostolische brief De mulieris dignitate gaf de paus aan dat vrouwen recht hadden op waardigheid met betrekking tot mensenrechten en werk, maar dat kon volgens hem niet leiden tot de openstelling voor hen van het priesterambt.

### Relatie met het jodendom
Johannes Paulus II was de eerste paus die het concentratiekamp in Auschwitz in Polen bezocht. Zijn bezoek aan de Synagoge van Rome was het eerste synagogebezoek van een paus in de geschiedenis van de Rooms-Katholieke Kerk. In maart 2000 bezocht hij het Holocaustherinneringscentrum Yad Vashem in Israël en raakte het heiligste heiligdom van de joden aan, de westelijke muur in Jeruzalem, ter bevordering van de christelijk-joodse verzoening, en sprak uit dat de joden "onze oudere broeders" zijn.
Hoewel sommigen kritiek hadden op bepaalde handelwijzen waar hij medeverantwoordelijk voor was, als de zaligverklaring van paus Pius IX in 2000, heeft hij er actief aan bijgedragen om de verhoudingen tussen het joodse geloof en het rooms-katholieke geloof te verbeteren.

### Relatie met de Oosters-Orthodoxe Kerk
In mei 1999 bezocht Johannes Paulus II Roemenië. Het was de eerste keer dat een paus een overwegend oosters-orthodox land bezocht sinds het Grote Schisma, de scheiding van de oostelijke orthodoxie en het westelijke rooms-katholicisme in het jaar 1054. Hij werd verwelkomd door de patriarch Teoctist Arăpaşu en de Roemeense president Emil Constantinescu. De patriarch stelde dat het "tweede millennium van christelijke geschiedenis met het pijnlijke verwonden van de eenheid van de Kerk begon; aan het eind van dit millennium is er een herstel van christelijke eenheid geweest". Samen met de patriarch woonde de paus massale vereringsdiensten bij in de open lucht en droeg zo bij aan een verbeterde relatie.
In Athene ontmoette de paus aartsbisschop Christodoulos, het hoofd van de Grieks-Orthodoxe Kerk.
Na een bilaterale bijeenkomst spraken de twee in het openbaar. Christodoulos las een lijst van "dertien inbreuken" van de Rooms-Katholieke Kerk tegen de Orthodoxe Kerk sinds het Grote Schisma voor, waaronder het plunderen van Constantinopel door kruisvaarders in 1204 en het gebrek aan verontschuldiging hiervoor. De paus antwoordde met de vraag aan de Heer of Hij daarvoor vergiffenis wilde schenken, wat Christodoulos meteen toejuichte. Johannes Paulus II zei dat de plundering van Constantinopel een bron van "diepe spijt" voor de rooms-katholieken was. Daarna bezochten beiden de plek waar Paulus de Apostel aan Atheense christenen had gepredikt. De patriarch en de paus gaven een gemeenschappelijke verklaring uit, waarin stond: "Wij zullen alles doen wat in onze macht ligt, opdat de christelijke wortels van Europa en zijn christelijke ziel kunnen worden bewaard. (...) Wij veroordelen elke toevlucht tot geweld, proselitisme en fanatisme, in naam van de godsdienst.
Later bracht de paus meerdere bezoeken aan andere oosters-orthodoxe landen, zoals Oekraïne.

### Relaties met de protestantse kerkgenootschappen
Johannes Paulus II heeft niet zoveel aandacht besteed aan de protestantse kerkgenootschappen als aan de Oosters-orthodoxe Kerk. Volgens sommigen omdat er met de protestanten minder raakvlakken zijn. Zo kon de vrijzinnigheid in veel protestantse richtingen zijn goedkeuring niet wegdragen en bleef voor hem het schisma van Calvijn en Luther een ketterse daad. Met de meer conservatieve stromingen binnen het protestantisme kon de paus zich vinden in de gedeelde kern van de christelijke leer over zonde en verzoening, God, Jezus en Heilige Geest, maar bleef er verschil in inzicht over de Mariaverering en het primaat van het pauselijk ambt. Met de Anglicaanse Kerk, die in liturgie en organisatie dicht bij de Katholieke Kerk staat, werd meer contact gezocht.

## Gezondheid

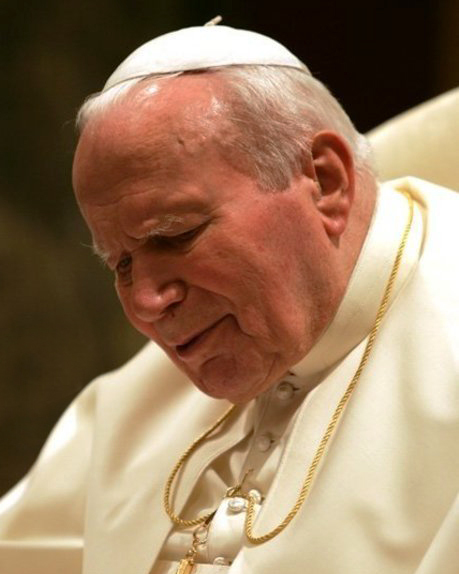
Paus Johannes Paulus II in 2004

Johannes Paulus II was als paus betrekkelijk jong, 58, toen hij verkozen werd. Zijn pontificaat werd het op twee na langste in de geschiedenis (na dat van Petrus en Pius IX). Bij zijn aantreden was hij in een goede lichamelijke conditie en een actief sporter. Hij wandelde, zwom en skiede. Na de eerste aanslag op zijn leven ging zijn gezondheid achteruit.
In 1989 schreef hij een brief waarin hij aangaf dat hij zou aftreden als zich bij hem een ongeneeslijke ziekte of een andere vergaande verslechtering van zijn gezondheid had gemanifesteerd die hem het werken onmogelijk zou maken. In dat voorkomende geval zou hij het overlaten aan de deken van het College van Kardinalen, de Romeinse Curie en aan de vicaris van Rome wanneer zijn ontslag geaccepteerd zou worden.
In 1992 werd er bij Johannes Paulus II een tumor verwijderd, in 1993 had hij een schouderoperatie, een jaar later brak hij een dijbeen en op hoge leeftijd, in 1996, kreeg hij een blindedarmontsteking en moest zijn blindedarm verwijderd worden.
In 2001 werd door een arts onthuld dat de paus aan de ziekte van Parkinson leed, wat in 2003 door het Vaticaan bevestigd werd. Johannes Paulus II kreeg steeds meer moeite met zijn motoriek en spreken in het openbaar ging hem steeds slechter af. Johannes Paulus II begon door deze toenemende lichamelijke problemen een steeds fragielere indruk te maken bij openbare optredens.

## Overlijden

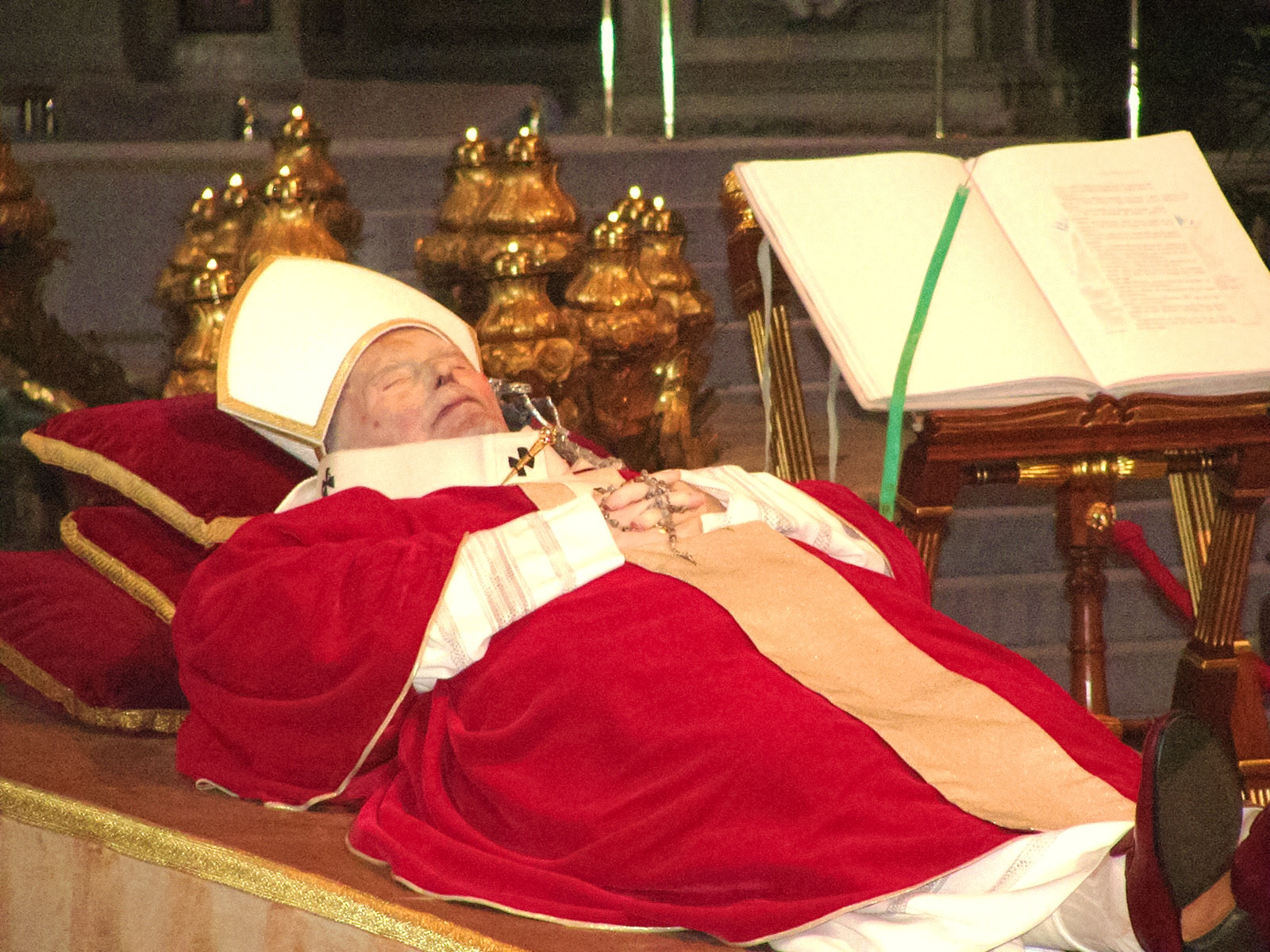
Het opgebaarde lichaam van paus Johannes Paulus II

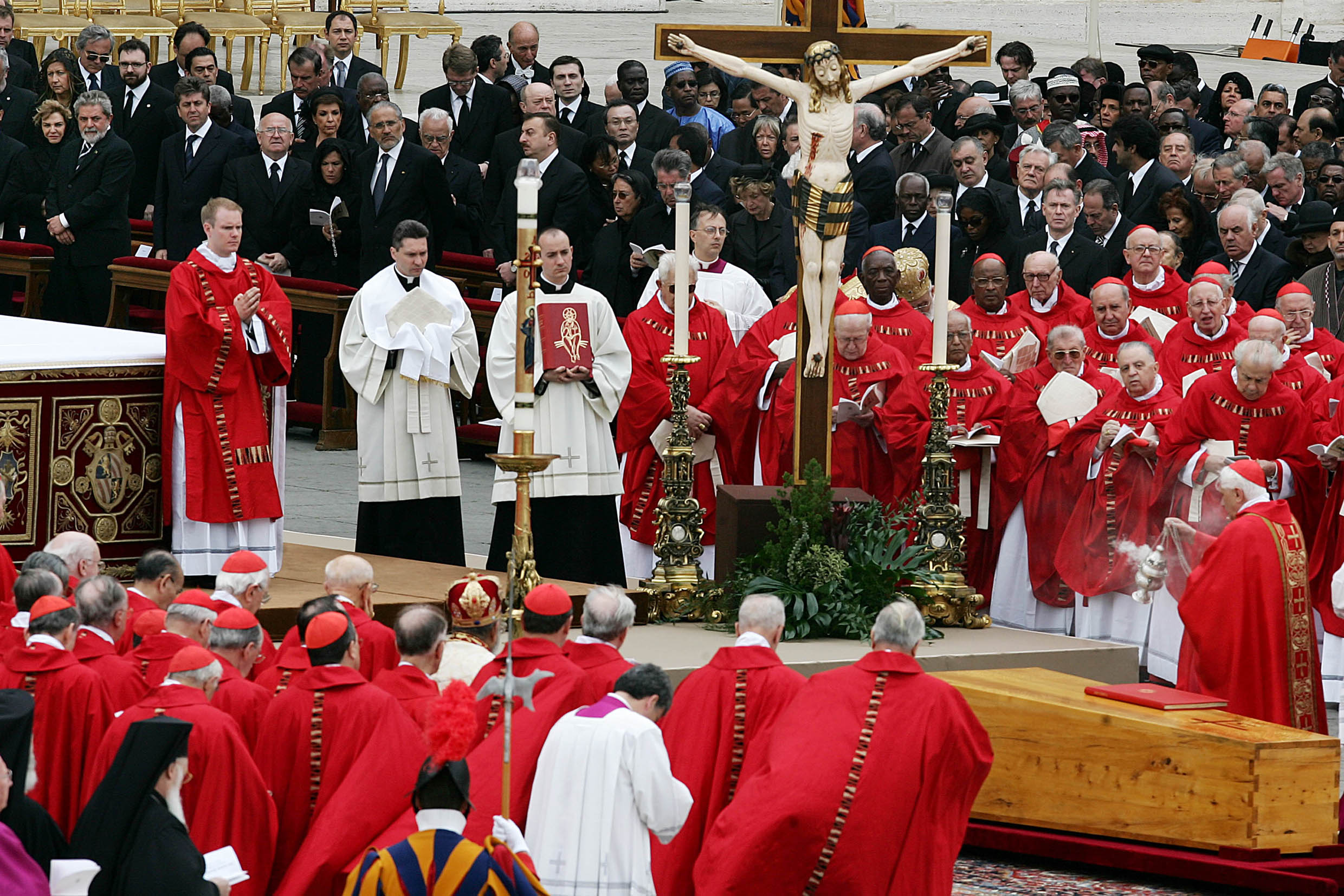
Begrafenismis voor paus Johannes Paulus II op 8 april 2005

In 2005 kreeg hij zware ademhalingsproblemen, waardoor hij op 24 februari een tracheotomie moest ondergaan.
Op 31 maart 2005 kreeg de paus "zeer hoge koorts die door een urinebuisinfectie werd veroorzaakt", maar de paus werd op zijn uitdrukkelijk verzoek niet naar het ziekenhuis gebracht, waarschijnlijk overeenkomstig zijn wens in het Vaticaan te sterven als zijn tijd gekomen was. Later die dag meldden bronnen in het Vaticaan dat de paus de laatste sacramenten had ontvangen. Op 1 april verslechterde zijn toestand en kreeg hij orgaanuitval. De paus werd gevoed door middel van een neussonde. In een officieel communiqué werd gesproken van een "ernstige, maar stabiele toestand". Rapporten uit het Vaticaan vroeg in de ochtend berichtten dat de paus een hartaanval had gekregen, maar bij kennis was gebleven.
Op 2 april om ongeveer half één in de nacht bevestigde het Vaticaan dat de paus de laatste sacramenten had ontvangen. De daaropvolgende ochtend was er om 11.30 uur een persconferentie waarin de woordvoerder van het Vaticaan, Joaquín Navarro-Valls, meldde dat de paus steeds minder bij bewustzijn was. Navarro-Valls vertelde dat de paus de woorden "Ik denk aan jullie" had uitgesproken, volgens hem waarschijnlijk refererend aan de jongeren die op het Sint-Pietersplein verzameld waren. Dezelfde dag schreef de paus een afscheidsbriefje aan zijn naaste Poolse medewerkers (drie nonnen en twee secretarissen) met de tekst: "Ik ben gelukkig, laten jullie ook gelukkig zijn." Uiteindelijk overleed paus Johannes Paulus II in zijn privéappartement op 2 april om 21.37 uur op de leeftijd van 84 jaar aan de gevolgen van een sepsis en bijbehorende infecties, waardoor zijn nieren en andere vitale organen, waaronder uiteindelijk zijn hart, het lieten afweten (orgaanuitval). Met zijn dood kwam er een eind aan het op twee na langste pontificaat in de geschiedenis dat 26 jaar en 168 dagen duurde.
In zijn laatste bericht, aan de jongeren op het Sint-Pietersplein, zei hij: "Ik kwam voor u, nu bent u naar mij gekomen. Ik dank u." Volgens de officiële lezing van het Vaticaan waren zijn laatste woorden, uitgesproken in het Pools: "Laat mij gaan naar het huis van de Vader".

### Reacties op overlijden

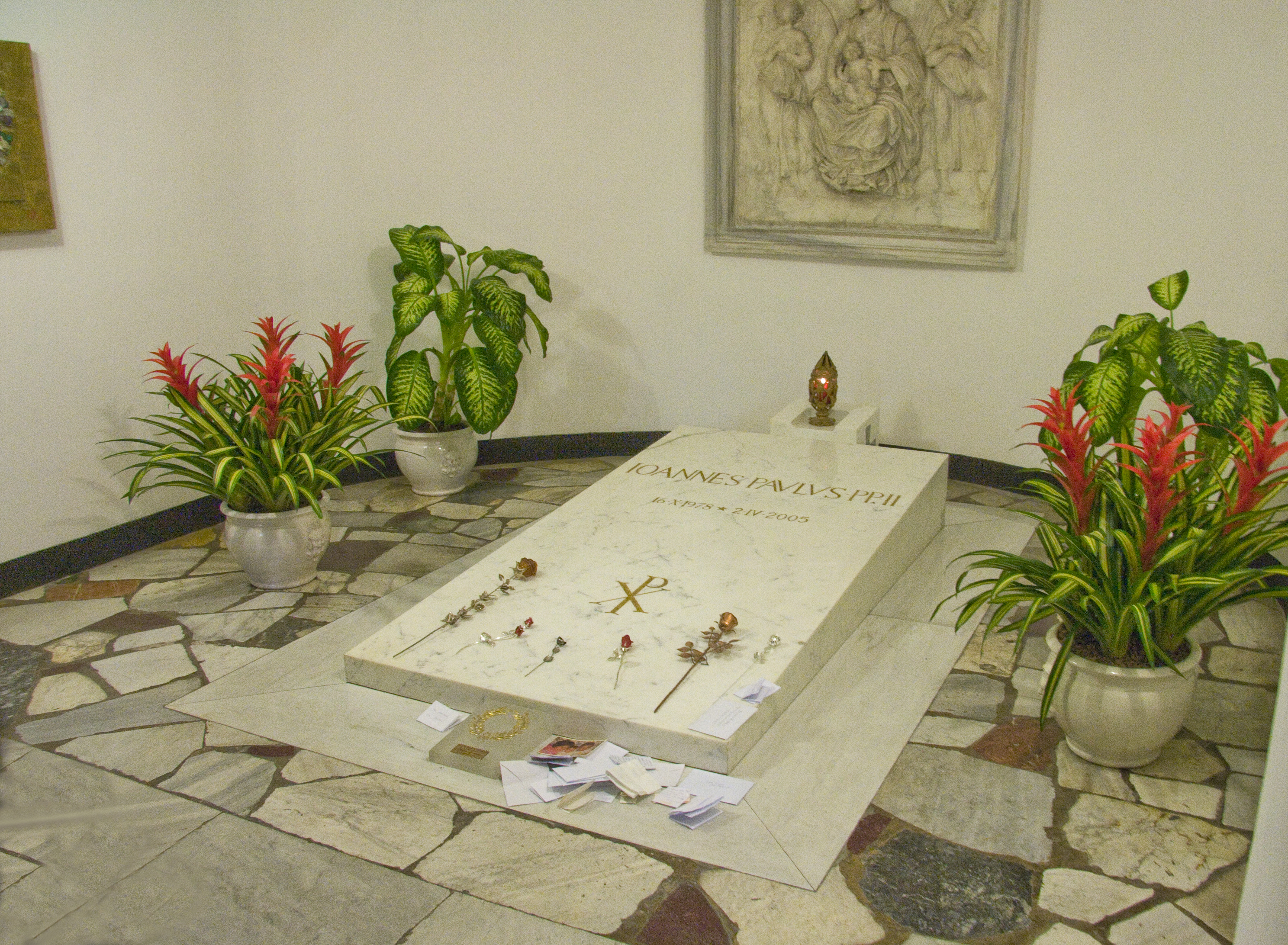
Voormalig graf van paus Johannes Paulus II in een crypte onder de Sint-Pietersbasiliek, waar sinds 5 januari 2023 het lichaam van paus Benedictus XVI rust

Johannes Paulus II werd wereldwijd herdacht. In Polen verzamelden rooms-katholieken zich bij de kerk in zijn geboorteplaats. In Nederland overheerste de algemene waardering voor zijn vredesbevorderende oproepen het eerdere gevoelen van ergernis over zijn conservatieve denkbeelden op andere terreinen. De Australische premier John Howard zei dat paus Johannes Paulus II een vrijheidsvechter was tegen het communisme. In Brazilië werd een rouwperiode van zeven dagen afgekondigd. In Chili was er een officiële rouwperiode van drie dagen. De Cubaanse leider Fidel Castro kondigde drie dagen van nationale rouw af. In Duitsland en Frankrijk hing de vlag - heel uitzonderlijk - halfstok vanaf openbare gebouwen. Desgevraagd werd vermeld, dat het om een bijzonder mens ging.
De vlaggen op het Witte Huis en andere openbare gebouwen in de Verenigde Staten werden halfstok gehangen. President George W. Bush betuigde zijn medeleven en noemde de paus "kampioen van de menselijke vrijheid". Dalai lama Tenzin Gyatso eerde de paus voor het bevorderen van "harmonie en spirituele waarden". En zelfs in het overwegend boeddhistische Thailand gingen de vlaggen halfstok.
Bij de begrafenis op vrijdag 8 april vertegenwoordigde kroonprins Charles zijn moeder koningin Elizabeth II, waardoor zijn tweede huwelijk met een dag moest worden uitgesteld. De Verenigde Staten stuurden drie presidenten: de zittende en diens twee voorgangers. België werd vertegenwoordigd door koning Albert II en koningin Paola. Vanuit Nederland werd geen staatshoofd gestuurd, dit in schril contrast met voorgaande pauselijke overlijdens. Volgens de Rijksvoorlichtingsdienst (RVD) was de aanwezigheid van minister-president Jan Peter Balkenende voldoende. Dit regeringsstandpunt leidde in Nederlandse rooms-katholieke kringen tot verontwaardiging en protest. Vooral de rooms-katholieke oud-premier Dries van Agt liet zijn afkeuring blijken. Het Vaticaan reageerde na afloop van de eredienst laconiek: "Wij hebben de Nederlandse koningin niet gemist".
De begrafenis van Johannes Paulus II wordt een van de grootste rouwplechtigheden van de moderne geschiedenis genoemd, vanwege de honderden aanwezige hoogwaardigheidsbekleders en delegaties, de vele pelgrims in Rome en de wereldwijde aandacht via televisie en radio.

### Zaligverklaring
Tijdens de begrafenis werd er door sommige pelgrims gevraagd om Johannes Paulus II onmiddellijk heilig te verklaren. Op borden stond "Santo Subito" te lezen. Op 13 mei 2005 werd de procedure gestart zonder de gebruikelijke vijf jaar af te wachten. Als reden daarvoor werden "exceptionele omstandigheden" gegeven, zonder nadere uitleg.

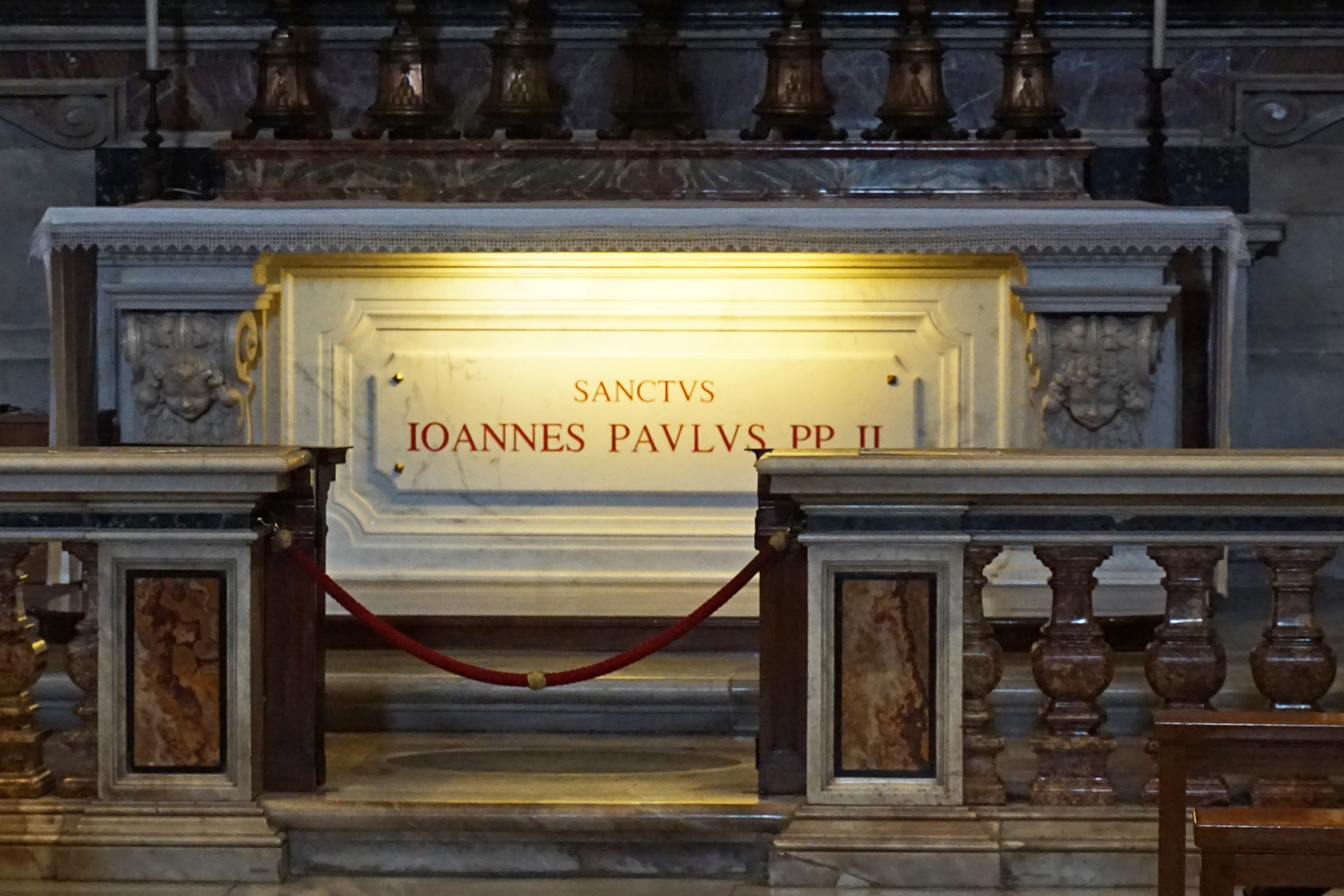
Huidig graf van Johannes Paulus II in de Sint-Sebastiaankapel

Voor een zaligverklaring is een wonder nodig dat toegeschreven kan worden aan de betrokkene, in dit geval dus paus Johannes Paulus II. Voor een heiligverklaring zijn er twee wonderen nodig. Op 14 januari 2011 werd bekend dat de Congregatie voor de Heilig- en Zaligsprekingsprocessen door paus Benedictus XVI gemachtigd was om een van de aan Johannes Paulus II toegeschreven wonderen als zodanig te erkennen. Het betrof de wonderbaarlijke genezing van zuster Marie Simon-Pierre Normand, van het 'Institut des Petites Soeurs des Catholiques Maternités', die op voorspraak van de toen net overleden kerkvorst volgens de Kerk genezen is van de ziekte van Parkinson. Vanuit medisch oogpunt is de genezing volgens de Kerk onverklaarbaar en daarmee een wonder. Johannes Paulus II werd mede door dit feit op 1 mei 2011 zalig verklaard. Monseigneur Mauro Parmeggiani liet weten dat nog nooit in de 2000-jarige geschiedenis van het christendom iemand een snellere procedure had gekregen.
Na de zaligverklaring kreeg zijn lichaam een nieuwe plek: het werd van een crypte onder de basiliek overgeplaatst naar de Sint-Pietersbasiliek. Zijn lichaam rust sinds maart 2011 in de Sint-Sebastianuskapel in deze kerk, waar gelovigen zijn graf gemakkelijker kunnen bezoeken.

### Heiligverklaring

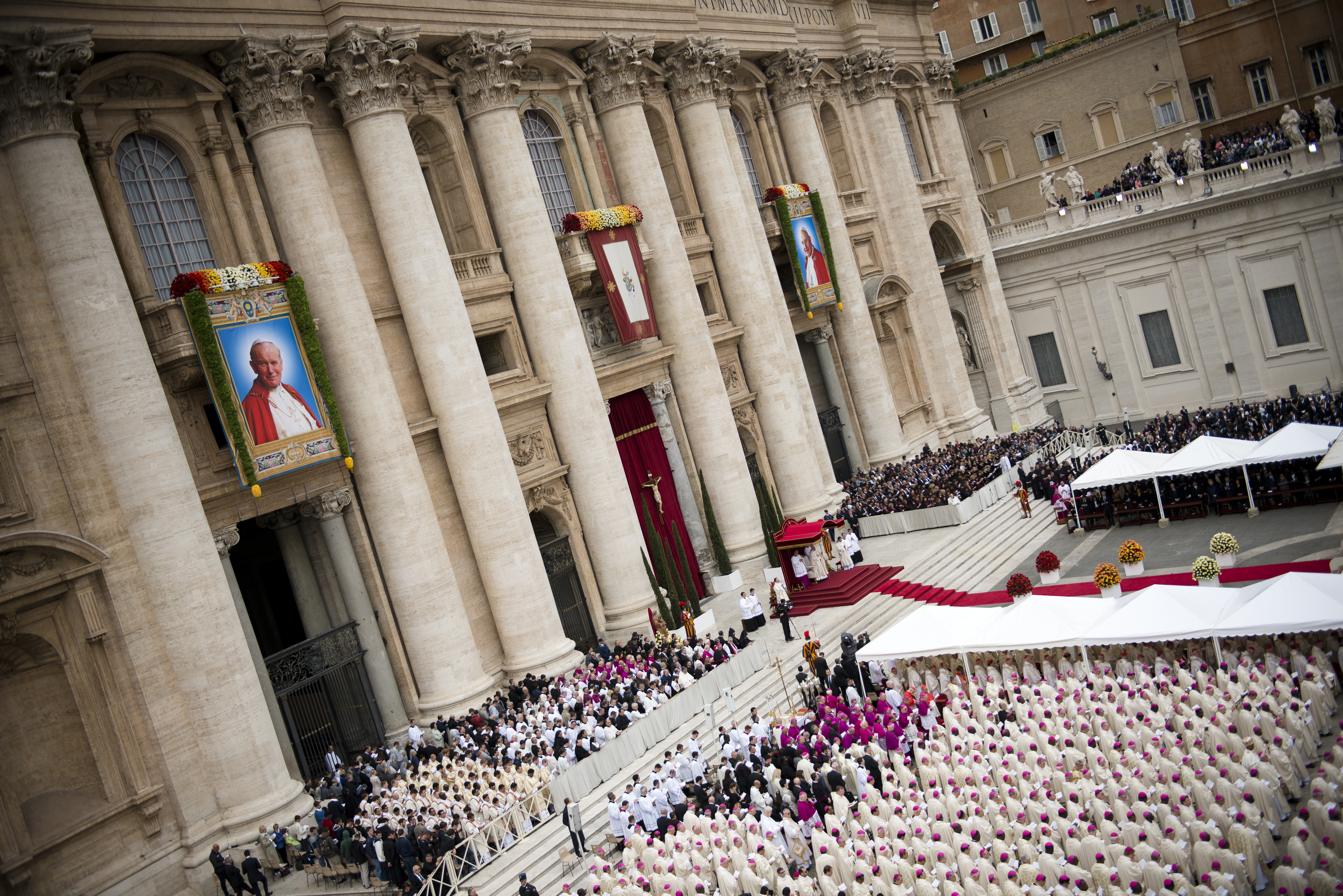
Heiligverklaring van paus Johannes Paulus II op 27 april 2014

Op 5 juli 2013 maakte paus Franciscus, de opvolger van Benedictus XVI, bekend dat het tweede wonder van paus Johannes Paulus II door de Kerk erkend is. Op 30 september werd een consistorie gehouden waarop de voorgenomen heiligverklaring besproken werd. Naar aanleiding daarvan werd besloten de heiligverklaring te laten plaatsvinden op 27 april 2014, de Zondag van de Goddelijke Barmhartigheid. Die dag werd hij door paus Franciscus heilig verklaard, samen met paus Johannes XXIII. De zalig- en heiligverklaring van Johannes Paulus II waren niet onomstreden, onder meer in het licht van de duizenden slachtoffers van seksueel misbruik binnen de Rooms-Katholieke Kerk en de toedekpraktijken van de Kerk en het Vaticaan tijdens het pausschap van Johannes Paulus en het toedekken van misbruik door priesters in het bisdom Krakau toen hij er aan het hoofd stond.

## In populaire cultuur
- Over het leven van paus Johannes Paulus II is een toneelstuk gemaakt, getiteld Santo Subito.
- Jon Voight speelt de oudere Johannes Paulus II in de miniserie Pope John Paul II.